# Liste des épisodes de The Sarah Jane Adventures
Cette page recense la liste des épisodes de la série télévisée The Sarah Jane Adventures.
The Sarah Jane Adventures est une série télévisée britannique de science-fiction produite par BBC Cymru Wales pour CBBC. Créé par Russell T Davies, il s'agit d'un spin-off du programme de science-fiction de longue date Doctor Who. En comparaison avec l'audience familiale de Doctor Who, The Sarah Jane Adventures s'adressent à un public plus jeune, généralement âgé de 6 à 12 ans. 53 épisodes et 1 court métrage ont été produits entre 2006 et 2011 à travers cinq séries.
Le programme se concentre sur Sarah Jane Smith (Elisabeth Sladen), journaliste d'investigation et ancienne compagne du Troisième et Quatrième Docteur, un voyageur temporel extraterrestre avec qui Sarah Jane Smith a voyagé dans sa jeunesse. Vivant désormais à Ealing, à Londres, elle enquête sur des questions extraterrestres et protège la Terre contre les menaces extraterrestres avec un groupe de complices adolescents : son fils adoptif, Luke Smith, sa voisine Maria Jackson et son ami Clyde Langer. Leur nouvelle voisine Rani Chandra et sa fille adoptive Sky Smith rejoignent plus tard le casting. De plus, le groupe est aidé par Mr. Smith, un ordinateur extraterrestre sensible, et K-9, un robot en forme de chien offert à Sarah Jane Smith par le Docteur.
Après un épisode pilote diffusé en tant qu'épisode spécial le 1er janvier 2007, une première saison de 10 épisodes (5 histoires en 2 parties) créée le 24 septembre 2007. Les saisons 2 à 4, comprenant chacune 12 épisodes (6 histoires), ont été suivies chaque année entre 2008 et 2010. Une cinquième et dernière saison de 12 épisodes a été commandée en 2010, mais seulement 6 épisodes (3 histoires) ont été achevées avant la mort d'Elisabeth Sladen. Elles ont été diffusées à titre posthume à partir du 3 octobre 2011.
Pour les saisons 1 et 2, après la diffusion d'un épisode sur BBC One, le suivant serait diffusé immédiatement après sur CBBC. Certaines rediffusions sont diffusées en omnibus plutôt que dans le format traditionnel des parties un et deux.

## Aperçu
| Saisons    | Saisons                                        | Épisodes          | Diffusion originale | Diffusion originale | Diffusion originale |
| Saisons    | Saisons                                        | Épisodes          | Première diffusion  | Dernière diffusion  | Plateforme          |
| ---------- | ---------------------------------------------- | ----------------- | ------------------- | ------------------- | ------------------- |
|            | 1                                              | Pilote            | 1er janvier 2007    | 1er janvier 2007    | BBC One             |
| 10         | 1                                              | 24 septembre 2007 | 19 novembre 2007    | CBBC                |                     |
|            | La Terre volée / La Fin du voyage (cross-over) | 2                 | 28 juin 2008        | 5 juillet 2008      | BBC One             |
|            | 2                                              | 12                | 29 septembre 2008   | 8 décembre 2008     | CBBC                |
| Supplément | 2                                              | 13 mars 2009      | 13 mars 2009        |                     | CBBC                |
|            | 3                                              | 12                | 15 octobre 2009     | 20 novembre 2009    | CBBC                |
|            | 4                                              | 12                | 11 octobre 2010     | 16 novembre 2010    | CBBC                |
|            | 5A                                             | 6                 | 3 octobre 2011      | 18 octobre 2011     | CBBC                |
|            | Halloween                                      | 4                 | Annulé...           | Annulé...           | Annulé...           |
|            | 5B                                             | 6                 | Annulé...           | Annulé...           | Annulé...           |
|            | Webisode                                       | 1                 | 19 avril 2020       | 19 avril 2020       | YouTube             |

## Liste des différentes Saisons

### Pilote +1reSaison(2007)
| N°     | Part.  | Titre original                   | Code     | Type d'épisode                | Scénariste                        | Réalisateur     | Diffusion au Royaume-Uni          | Audience (en millions) |
| Pilote | Pilote | Pilote                           | Pilote   | Pilote                        | Pilote                            | Pilote          | Pilote                            | Pilote                 |
| ------ | ------ | -------------------------------- | -------- | ----------------------------- | --------------------------------- | --------------- | --------------------------------- | ---------------------- |
| 1      | -      | Invasion of the Bane             | 1.X      | Épisode spécial de 60 minutes | Gareth Roberts & Russell T Davies | Colin Teague    | 1er janvier 2007 (BBC One)        | 2.9                    |
| Saison |        |                                  |          |                               |                                   |                 |                                   |                        |
| 2      | 1-2    | Revenge of the Slitheen          | 1.1 1.2  | 2 épisodes                    | Gareth Roberts                    | Alice Troughton | 24 septembre 2007                 | 1.4 0.45/1.1           |
| 3      | 3-4    | Eye of the Gorgon                | 1.3 1.4  | 2 épisodes                    | Phil Ford                         | Alice Troughton | 1er octobre 2007 8 octobre 2007   | 0.37/1.1 0.44/1.0      |
| 4      | 5-6    | Warriors of Kudlak               | 1.5 1.6  | 2 épisodes                    | Phil Gladwin                      | Charles Martin  | 15 octobre 2007 22 octobre 2007   | 0.43/1.0 0.40/1.2      |
| 5      | 7-8    | Whatever Happened to Sarah Jane? | 1.7 1.8  | 2 épisodes                    | Gareth Roberts                    | Graeme Harper   | 29 octobre 2007 5 novembre 2007   | 0.41/1.2 0.63/1.1      |
| 6      | 9-10   | The Lost Boy                     | 1.9 1.10 | 2 épisodes                    | Phil Ford                         | Charles Martin  | 12 novembre 2007 19 novembre 2007 | 0.47/1.3 0.66/1.2      |

### Cross-over avecDoctor Who(2008)
Lors du final de la Saison 4 de 2008 de Doctor Who, les personnages de Sarah Jane Smith et Luke Smith sont présents dans le double épisode final, créant ainsi un crossover entre la série mère et le spin-off The Sarah Jane Adventures (au même titre que Jack Harkness, Gwen Cooper et Ianto Jones).
| N°  | Part. | Titre original         | Titre français   | Scénario         | Réalisation   | Première diffusion au Royaume-Uni | Première diffusion en France (Sur France 4) | Code | Audience (en millions) |
| --- | ----- | ---------------------- | ---------------- | ---------------- | ------------- | --------------------------------- | ------------------------------------------- | ---- | ---------------------- |
| 198 | 12    | The Stolen Earth       | La Terre volée   | Russell T Davies | Graeme Harper | 28 juin 2008                      | 3 février 2009                              | 4.12 | 8.78                   |
| 198 | 13    | Journey's End (65 min) | La Fin du voyage | Russell T Davies | Graeme Harper | 5 juillet 2008                    | 3 février 2009                              | 4.13 | 10.57                  |

### 2eSaison(2008)+ Comic Relief Special(2009)
Après la diffusion de la saison, un court épisode de 5 minutes fut écrit pour le Comic Relief de 2009 avec les personnages de The Sarah Jane Adventures y compris K-9.
| N°         | Part.  | Titre original                         | Code      | Type d'épisode               | Scénariste                       | Réalisateur      | Diffusion au Royaume-Uni          | Audience (en millions) |
| Saison     | Saison | Saison                                 | Saison    | Saison                       | Saison                           | Saison           | Saison                            | Saison                 |
| ---------- | ------ | -------------------------------------- | --------- | ---------------------------- | -------------------------------- | ---------------- | --------------------------------- | ---------------------- |
| 7          | 1-2    | The Last Sontaran                      | 2.1 2.2   | 2 épisodes                   | Phil Ford                        | Joss Agnew       | 29 septembre 2008                 | 0.8 0.48/.7            |
| 8          | 3-4    | The Day of the Clown                   | 2.3 2.4   | 2 épisodes                   | Phil Ford                        | Michael Kerrigan | 6 octobre 2008 13 octobre 2008    | 0.51/0.6 0.44/0.8      |
| 9          | 5-6    | Secrets of the Stars                   | 2.5 2.6   | 2 épisodes                   | Gareth Roberts                   | Michael Kerrigan | 20 octobre 2008 27 octobre 2008   | 0.52/0.9 0.51/0.7      |
| 10         | 7-8    | The Mark of the Berserker              | 2.7 2.8   | 2 épisodes                   | Joseph Lidster                   | Joss Agnew       | 3 novembre 2008 10 novembre 2008  | 0.53/0.9 0.63/0.9      |
| 11         | 9-10   | The Temptation of Sarah Jane Smith     | 2.9 2.10  | 2 épisodes                   | Gareth Roberts                   | Graeme Harper    | 17 novembre 2008 24 novembre 2008 | 0.48/0.7 0.59/0.8      |
| 12         | 11-12  | Enemy of the Bane                      | 2.11 2.12 | 2 épisodes                   | Phil Ford                        | Graeme Harper    | 1er décembre 2008 8 décembre 2008 | 0.46/0.9 0.56/0.7      |
| Supplément |        |                                        |           |                              |                                  |                  |                                   |                        |
| X          | -      | From Raxacoricofallapatorius with Love | -         | Épisode spécial de 5 minutes | Gareth Roberts & Clayton Hickman | Joss Agnew       | 13 mars 2009                      | 8.3                    |

### 3eSaison(2009)
Cette saison est la première à être diffusée en HD. L'épisode The Wedding of Sarah Jane Smith montre pour la première fois une inclusion du personnage principal de la série mère Doctor Who, le Dixième Docteur (David Tennant).
| N° | Part. | Titre original                  | Code      | Type d'épisode | Scénariste     | Réalisateur     | Diffusion au Royaume-Uni          | Audience (en millions) |
| -- | ----- | ------------------------------- | --------- | -------------- | -------------- | --------------- | --------------------------------- | ---------------------- |
| 13 | 1-2   | Prisoner of the Judoon          | 3.1 3.2   | 2 épisodes     | Phil Ford      | Joss Agnew      | 15 octobre 2009 16 octobre 2009   | 0.73 0.82              |
| 14 | 3-4   | The Mad Woman in the Attic      | 3.3 3.4   | 2 épisodes     | Joseph Lidster | Alice Troughton | 22 octobre 2009 23 octobre 2009   | 0.75 0.84              |
| 15 | 5-6   | The Wedding of Sarah Jane Smith | 3.5 3.6   | 2 épisodes     | Gareth Roberts | Joss Agnew      | 29 octobre 2009 30 octobre 2009   | 1.6 1.5                |
| 16 | 7-8   | The Eternity Trap               | 3.7 3.8   | 2 épisodes     | Phil Ford      | Alice Troughton | 5 novembre 2009 6 novembre 2009   | 1.1 0.93               |
| 17 | 9-10  | Mona Lisa's Revenge             | 3.9 3.10  | 2 épisodes     | Phil Ford      | Joss Agnew      | 12 novembre 2009 13 novembre 2009 | 1.12 0.92              |
| 18 | 11-12 | The Gift                        | 3.11 3.12 | 2 épisodes     | Rupert Laight  | Alice Troughton | 19 novembre 2009 20 novembre 2009 | 0.8 0.8                |

### 4eSaison(2010)
La troisième histoire voit Matt Smith apparaître dans le rôle du Onzième Docteur ainsi que Katy Manning reprendre son personnage de Jo Grant, compagnon du Troisième Docteur. Au cours de cette saison, Luke Smith part à l'université avec K-9. La Saison fut diffusée sur BBC One en parallèle.
| N° | Part. | Titre original            | Code      | Type d'épisode | Scénariste                       | Réalisateur | Diffusion au Royaume-Uni          | Audience (en millions) |
| -- | ----- | ------------------------- | --------- | -------------- | -------------------------------- | ----------- | --------------------------------- | ---------------------- |
| 19 | 1-2   | The Nightmare Man         | 4.1 4.2   | 2 épisodes     | Joseph Lidster                   | Joss Agnew  | 11 octobre 2010 12 octobre 2010   | 0.59 0.67              |
| 20 | 3-4   | The Vault of Secrets      | 4.3 4.4   | 2 épisodes     | Phil Ford                        | Joss Agnew  | 18 octobre 2010 19 octobre 2010   | 0.73 0.61              |
| 21 | 5-6   | Death of the Doctor       | 4.5 4.6   | 2 épisodes     | Russell T Davies                 | Ashley Way  | 25 octobre 2010 26 octobre 2010   | 0.92 0.96              |
| 22 | 7-8   | The Empty Planet          | 4.7 4.8   | 2 épisodes     | Gareth Roberts                   | Ashley Way  | 1er novembre 2010 2 novembre 2010 | 0.99 0.81              |
| 23 | 9-10  | Lost in Time              | 4.9 4.10  | 2 épisodes     | Rupert Laight                    | Joss Agnew  | 8 novembre 2010 9 novembre 2010   | 0.98 0.68              |
| 24 | 11-12 | Goodbye, Sarah Jane Smith | 4.11 4.12 | 2 épisodes     | Gareth Roberts & Clayton Hickman | Joss Agnew  | 15 novembre 2010 16 novembre 2010 | 0.82 0.81              |

### 5eSaison - Première Partie(2011)
Trois histoires de la Saison 5 ont été tournés à l'été 2010, deux par Phil Ford, et un par Gareth Roberts. Au printemps 2011, le tournage des trois autres histoires fut reporté à la suite de la maladie d'Elisabeth Sladen. L'actrice étant décédée d'un cancer le 19 avril 2011, ces épisodes ne furent jamais tournés. Leurs titres étaient Meet Mr Smith, The Thirteenth Floor et The Battle of Bannerman Road. Au départ, la Saison était coupé en 2 avec une suite de 4 épisodes spéciaux pour Halloween intercalé entre les deux moitiés.
| N°                | Part.             | Titre original            | Code              | Type d'épisode    | Scénariste        | Réalisateur       | Diffusion au Royaume-Uni        | Audience (en millions) |
| Épisodes réalisés | Épisodes réalisés | Épisodes réalisés         | Épisodes réalisés | Épisodes réalisés | Épisodes réalisés | Épisodes réalisés | Épisodes réalisés               | Épisodes réalisés      |
| ----------------- | ----------------- | ------------------------- | ----------------- | ----------------- | ----------------- | ----------------- | ------------------------------- | ---------------------- |
| 25                | 1-2               | Sky                       | 5.1 5.2           | 2 épisodes        | Phil Ford         | Ashley Way        | 3 octobre 2011 4 octobre 2011   | 0.534 0.532            |
| 26                | 3-4               | The Curse of Clyde Langer | 5.3 5.4           | 2 épisodes        | Phil Ford         | Ashley Way        | 10 octobre 2011 11 octobre 2011 | 0.793 0.733            |
| 27                | 5-6               | The Man Who Never Was     | 5.5 5.6           | 2 épisodes        | Gareth Roberts    | Joss Agnew        | 17 octobre 2011 18 octobre 2011 | 0.71 0.60              |

### Épisodes Spéciaux d'Halloween(2011)
Au départ, une suite de 4 épisodes spéciaux diffusés pour Halloween étaient prévus pour être diffusés entre les deux moitiés de la Saison 5, cependant, à la suite de la disparition prématurée d'Elisabeth Sladen, ces épisodes ne furent jamais tournés, ni diffusés. En revanche, ces spéciaux ne voyaient pas le personnage de Sarah Jane Smith apparaître car elle préfère se reposer après sa dernière rencontre avec le Farceur (The Trickster en VO) dans l'épisode final The Battle of Bannerman Road de la Saison 5.
| N° | Part. | Titre original       | Scénariste      | Réalisateur | Diffusion au Royaume-Uni | Audience (en millions) |
| -- | ----- | -------------------- | --------------- | ----------- | ------------------------ | ---------------------- |
| 28 | 1     | Full Moon            | Clayton Hickman | X           | X                        | X                      |
| 28 | 2     | The Station          | Clayton Hickman | X           | X                        | X                      |
| 28 | 3     | Titre Inconnu        | Clayton Hickman | X           | X                        | X                      |
| 28 | 4     | Night of the Spectre | Gareth Roberts  | X           | X                        | X                      |

### 5eSaison - Deuxième Partie(2011)
À la suite de cette deuxième partie de la Saison 5, une sixième saison a été prévu au départ mais, encore une fois, le décès d'Elisabeth Sladen a annulé tout cela.
| N°                    | Part.                 | Titre original               | Code                  | Type d'épisode        | Scénariste            | Réalisateur           | Diffusion au Royaume-Uni | Audience (en millions) |
| Épisodes non-réalisés | Épisodes non-réalisés | Épisodes non-réalisés        | Épisodes non-réalisés | Épisodes non-réalisés | Épisodes non-réalisés | Épisodes non-réalisés | Épisodes non-réalisés    | Épisodes non-réalisés  |
| --------------------- | --------------------- | ---------------------------- | --------------------- | --------------------- | --------------------- | --------------------- | ------------------------ | ---------------------- |
| 29                    | 7-8                   | Meet Mr Smith                | 5.7 5.8               | 2 épisodes            | X                     | X                     | X                        | X                      |
| 30                    | 9-10                  | The Thirteenth Floor         | 5.9 5.10              | 2 épisodes            | X                     | X                     | X                        | X                      |
| 31                    | 11-12                 | The Battle of Bannerman Road | 5.11 5.12             | 2 épisodes            | X                     | X                     | X                        | X                      |

### Webisode(2020)
Un court webisode de 13 minutes est écrit en hommage à l'actrice principale avec plusieurs personnages de The Sarah Jane Adventures. Dans ce webisode, l'histoire est narré par Jacob Dudman, connu pour son interprétation du Onzième Docteur très similaire à la voix de Matt Smith, mais voit aussi le retour d'anciens personnages comme Jo Grant ; Ace, devant apparaître dans la sixième saison prévu au départ ; Gita Chandra, la mère de Rani Chandra ; Clyde Langer ; Luke Smith, le fils adoptif de Sarah Jane Smith ainsi que Rani Chandra.
| N° | Titre original       | Code | Type d'épisode         | Scénariste       | Réalisateur | Diffusion au Royaume-Uni | Audience (en millions) |
| -- | -------------------- | ---- | ---------------------- | ---------------- | ----------- | ------------------------ | ---------------------- |
| X  | Farewell, Sarah Jane | —    | Webisode de 13 minutes | Russell T Davies | —           | 19 avril 2020            | —                      |